# Microregione di Chapadinha
Chapadinha è una microregione dello Stato del Maranhão in Brasile, appartenente alla mesoregione di Leste Maranhense.

## Comuni
Comprende 9 comuni:
- Anapurus
- Belágua
- Brejo
- Buriti
- Chapadinha
- Mata Roma
- Milagres do Maranhão
- São Benedito do Rio Preto
- Urbano Santos